# 甲基马尿酸
甲基马尿酸是一种羧酸。甲基马尿酸有三种异构体，包括2-、3-和4-甲基马尿酸。
甲基马尿酸是二甲苯异构体的代谢产物。甲基马尿酸的存在可以用来确定二甲苯的暴露情况，因此它是生物标记。